# 彭沙功·託蘇萬
彭沙功·託蘇萬（或譯作蓬薩貢·土蘇萬，羅馬化：Pongsakon Tosuwan，1991年10月14日—），暱稱Bom，為出生於泰國羅勇府的男演員及歌手。知名於2015年電影《聞鬼師》。現為泰國第7電視台旗下藝人。

## 早期生活
Bom於1991年10月14日出生於泰國羅勇府。畢業於蘭實大學。

## 演藝經歷
Bom於2015年憑藉電影《聞鬼師》正式踏入演藝圈，飾演雅娜妮·杷拉薇·維高（Jannie）的鬼學長。此部電影大獲成功後，Bom於2017年簽約成為泰國第7電視台旗下藝人。首部戲劇作品為《甜心機器人》，於劇中扮演擁有三種性格的兩個角色“朴智善”（Park Ji Sun）和“ME1”。其中朴智善（Park Ji Sun）是來自韓國的年輕人，負責創造機器人來幫助泰國的教育。而“ME1”就是朴智善（Park Ji Sun）創造的機器人，ME1體內的第三人格就是朴智善（Park Ji Sun）。隔年（2018年）在電視劇《不情願的新娘》中扮演“Sarut”一角而為人熟知。2019年，搭檔芭帕瓦迪·錢薩莫恩（Pinkploy）主演電視劇《藍水晶夫人》。
2022年，Bom與7台的新女主安娜·格呂克斯（Anna）合作一部反響不錯的浪漫音樂喜劇《妙齡歌女》，該劇播出期間收視率節節高升。

## 影視作品

### 電視劇
| 首播年份 | 戲名             | 戲名       | 播放平台 | 角色                   | 備註     |
| 首播年份 | 譯名             | 原文名     | 播放平台 | 角色                   | 備註     |
| 2017年   | 《甜心機器人》   |            | Ch7HD    | 朴智善 （Park Ji Sun） | 主演     |
| 2017年   | 《甜心機器人》   | ME1        | Ch7HD    |                        | 主演     |
| 2018年   | 《不情願的新娘》 |            | Ch7HD    | Sarut （Rut）          | 配角     |
| 2019年   | 《藍水晶夫人》   |            | Ch7HD    | Fahkram Nangamlert     | 主演     |
| 2019年   | 《地獄天使2019》 |            | Ch7HD    | Wichai                 | 配角     |
| 2019年   | 《愚鈍的愛》     |            | Ch7HD    | Paron Phuwanatnalinrat | 主演     |
| 2019年   | 《愚鈍的愛》     | Prot Opuea | Ch7HD    |                        | 主演     |
| 2021年   | 《虎之路》       |            | Ch7HD    | Kriang Namngam         | 主演     |
| 2021年   | 《神秘之火》     |            | Ch7HD    | Atirut （Art）         | 配角     |
| 2022年   | 《一夜丈夫》     |            | Ch7HD    | Chayut                 | 配角     |
| 2022年   | 《妙齡歌女》     |            | Ch7HD    | Phuthai （Phu）        | 主演     |
| 2023年   | 《世緣之舟》     |            | Ch7HD    | Thotsaphol （Thot）    | 主演     |
| 2023年   | 《謊言中的愛》   |            | Ch7HD    | Khanut                 | 配角     |
| 待公布   |                  |            | Ch7HD    |                        | 情境喜劇 |

### 電影
| 首映年份 | 片名       | 片名   | 角色   | 備註 |
| 首映年份 | 譯名       | 原文名 | 角色   | 備註 |
| 2015年   | 《聞鬼師》 |        | Senior | 主演 |